# Chudenická lípa
Chudenická lípa je památný strom v obci Chudenice. V roce 1866 byla lípa velkolistá (Tilia platyphyllos) zasazena u kapličky jižně od vsi pro připomenutí konce rakousko-pruské války. Lípa roste na rozhraní povodí řek Radbuzy a Úhlavy při silnici do Slatiny v nadmořské výšce 500 m má obvod kmene 370 cm a výšku 15 m (měření 2004). Její zdravotní stav je velmi dobrý, má 5 hlavních větví, kmen bez mechanického poškození, u báze kmene výmladky, prosychání koruny je minimální. Strom v současnosti nepotřebuje větší konzervační ošetření (šetření 2009). Chráněna je od roku 1978 pro připomenutí historické události a jako krajinná dominanta.

## Památné stromy v okolí
- Černínova douglaska
- Dub v Lučici
- Lázeňská lípa
- Tis v Chudenicích
- Zámecká lípa v Chudenicích